# Apogon lachneri
Apogon lachneri är en fiskart som beskrevs av Böhlke, 1959. Apogon lachneri ingår i släktet Apogon och familjen Apogonidae. Inga underarter finns listade i Catalogue of Life.